# 西蜀明氏
西蜀明氏（ソチョンミョンし、朝鮮語: 서촉명씨）は、朝鮮の氏族の一つ。本貫は中華人民共和国四川省である。2015年調査では、3,820人である。延安明氏とは同源である。
始祖は、中国元が滅亡する直前の1362年に四川省に夏を建国した明玉珍である。明玉珍の息子の明昇は、1366年に王位を継承したが、1371年に明の朱元璋に屈し、翌年に母の彭氏と共に、家族27人を率いて高麗に帰化した。

## 集姓村
- 忠清南道青陽郡雲谷面厚徳里[2]